# Heinrich Ostrop (Politiker, 1925)

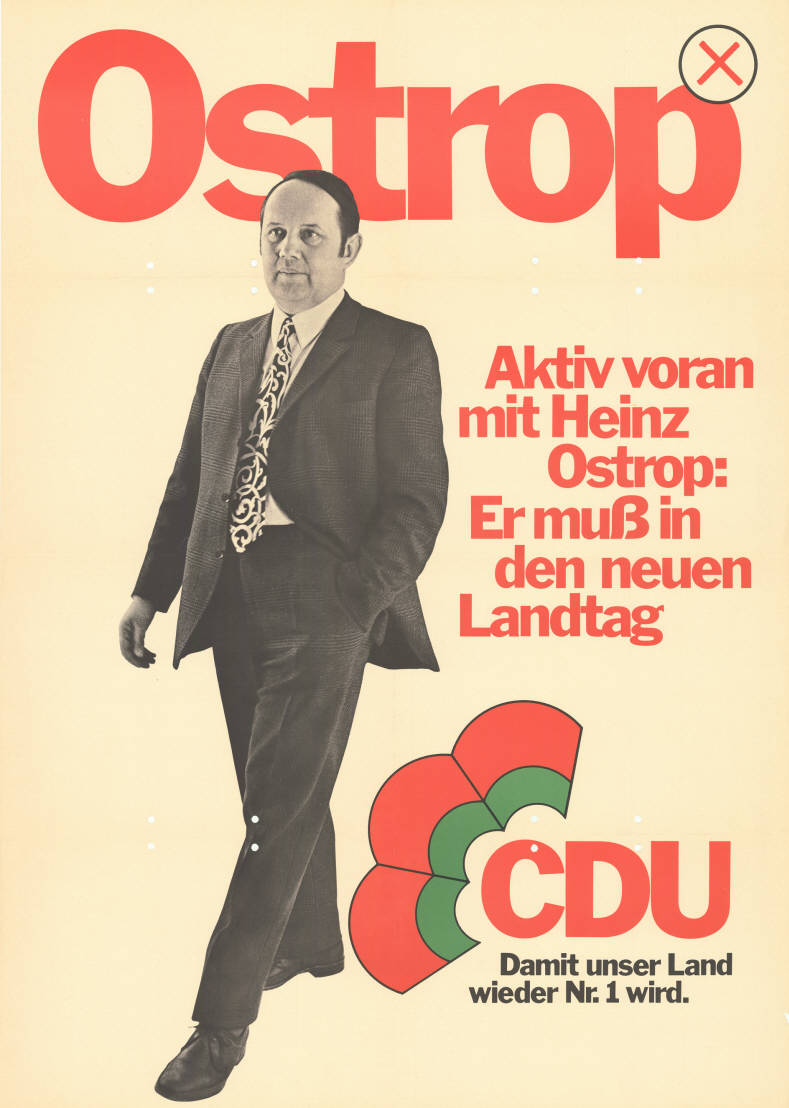
Kandidatenplakat zur Landtagswahl in Nordrhein-Westfalen 1970

Heinrich Ostrop (* 22. Januar 1925 in Olfen; † 25. April 2015) war ein deutscher Politiker (CDU) und nordrhein-westfälischer Landtagsabgeordneter.

## Leben und Beruf
Ostrop war Sohn eines Landwirtes in Olfen. Er wurde im Januar 1943 eingezogen zur 10. SS-Panzer-Division „Frundsberg“. Nach Ausbildung im Osten und Stationierung im Westen wird Ostrop in die Ukraine versetzt und nimmt im März und April 1944 an der Schlacht von Tarnopol teil. Danach wird er erneut zurück nach Frankreich versetzt und wird nach zweimaliger Verwundung im Februar 1945 gefangen genommen. Nach einer kurzen Kriegsgefangenschaft absolvierte Ostrop eine landwirtschaftliche Berufsausbildung, wechselte aber bald in die katholische Jugend- und Erwachsenenbildung des Bistums Münster. Hier war er Diözesanreferent der katholischen Landjugend.

## Parteipolitisches Engagement
Der CDU gehörte Ostrop seit 1952 an. Ostrop engagierte sich von 1952 bis 1959 zunächst kommunalpolitisch im Rat seiner Heimatgemeinde Olfen, von 1964 bis 1969 dann im Rat der Gemeinde Nienberge.
Er war außerdem in zahlreichen Parteigremien tätig. Mit kurzer Unterbrechung war Heinrich Ostrop von 1973 bis 1986 stellvertretender Parteivorsitzender der CDU Westfalen-Lippe. Von 1986 bis 1991 war er auch stellvertretender Parteivorsitzender des CDU-Landesverbandes Nordrhein-Westfalen.

## Abgeordneter
Vom 24. Juli 1966 bis zum 29. Mai 1985 war Ostrop Mitglied des Landtags des Landes Nordrhein-Westfalen. Er wurde jeweils in den Wahlkreisen 089 Münster-Land bzw. 100 Warendorf I direkt gewählt. Hier war er agrarpolitischer Experte bzw. als Medienpolitiker aktiv. Im Jahr 1983 wurde er stellvertretender Fraktionsvorsitzender.